# William Montague Browne

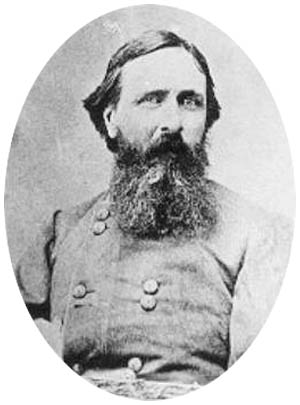
William M. Browne

William Montague Browne (* 7. Juli 1823 im County Mayo, Irland; † 28. April 1883 in Athens, Georgia) war US-Zeitungsherausgeber, CS-Außenminister, CS-General und nach dem Bürgerkrieg Universitätsprofessor. Er war ein Mann mit wissenschaftlicher Bildung. Er beherrschte mehrere Sprachen und besaß ein breites Wissen über die auswärtigen Angelegenheiten.

## Herkunft und Werdegang
Er war der Sohn des Mitglieds des britischen Parlaments D. Geoffrey Browne und seiner namentlich nicht genannten Frau. Er besuchte die Rugby Preparatory School, das Trinity College in Dublin und die Irish National University, bevor er während des Krimkrieges in den Diplomatischen Dienst eintrat. Er war verheiratet, aber die Ehe blieb kinderlos. 1853 wanderte er nach New York in den USA aus. Dort wurde er der politische Chefredakteur der Journal of Commerce. 1857 übersiedelte er nach Washington, um die Constitution, einer Pro-Buchanan-Zeitschrift, herauszugeben. Vier Jahre später, 1861 begleitete er seinen Freund Howell Cobb nach Athens, Georgia.

## Sezessionszeit
Während der Versammlungen des Provisorischen Konföderierten Kongress in Montgomery, Alabama wurde Browne schnell ein Freund von Jefferson Davis. Als er sich freiwillig zur Confederate States Army meldete, nahm ihn Davis in seinen persönlichen Mitarbeiterstab auf, im Range eines Obersten. Als Mitglied von Davis’ Organisationsabteilung war er unbegrenzt verwendbar. Davis ernannte ihn auch zum stellvertretenden Außenminister und so wurde er nach dem Rücktritt von Robert Mercer Taliaferro Hunter in der Zeit vom 7. März bis zum 18. März 1862 geschäftsführender Außenminister. Dies war für die Kommunikation mit dem CS-Repräsentantenhaus nötig. Am 20. Februar 1862 wurde er mit der Bestätigung des CS-Senats wieder Stellvertreter. Da der neue Außenminister Judah Philip Benjamin noch bis zum 24. März 1862 Kriegsminister war, übernahm Browne die Leitung des Ressorts während dieser Zeit. Er nahm auch an verschiedenen Kämpfen teil. 1864 wurde er nach Georgia geschickt, um dort die Konskription zu leiten. Im November 1864 wurde er zum Brigadegeneral ernannt und diente als Brigadekommandeur unter General Hugh W. Mercer während des Savannah-Feldzuges, gegen Truppen unter dem Befehl von General William Tecumseh Sherman. Im Februar 1865 wurde die Bestätigung der Ernennung zum Brigadegeneral vom konföderierten Senat verweigert, so dass er wieder als Oberst diente. Mitte 1865 ergab er sich in North Carolina den US-Truppen und wurde nach Kriegsende begnadigt.

## Nachkriegszeit
Nach dem Krieg siedelte Browne sich nahe Athens an. Als Pflanzer scheiterte er, aber er gab erfolgreich die Zeitung Farm and Home heraus. Während der 1860er Jahre schrieb er auch die Biographie von Alexander Hamilton Stephens. Durch seine Verbindung zu Howell Cobb übertrug die University of Georgia Browne die Professur für Recht, Geschichte und Volkswirtschaft. Diese Tätigkeit übte er von 1866 bis zu seinem Tod am 28. April 1883 in Athens aus. Er ist dort auf dem Oconee Hill Friedhof begraben.